# Kevin Cass
Kevin Cass (15 de octubre de 1938-12 de octubre de 2015) fue un piloto australiano de motociclismo, que participó en el Campeonato del Mundo de Motociclismo desde 1965 hasta 1968.

## Biografía
Kevin Cass se proclamó campeón australiano en la cilindrada de 125cc en 1962 y 1963. Debutó en 1965 en el Gran Premio de España de 250cc y siguió compitiendo de forma esporádica con Cotton y Bultaco hasta 1968. De vuelta a Australia en 1968 con su primera mujer Virginia, conjugó sus carreras en el ámbito australiano con su tienda, Kevin Cass Motorcycles en Wollongong, Nueva Gales del Sur.
También ingeniero mecánico consumado, diseñó y construyó numerosas bicicletas de carreras de campeonato y apoyó a personajes como Peter Stronach, Dave Burgess, Murray Sayle, Warren Willing y el joven Wayne Gardner en sus carreras. Sus motos tuvieron un éxito particular en la carrera Castrol Six Hour.
En la década de 1980, Kevin Cass se involucró cada vez más en la restauración y reconstrucción de motocicletas antiguas. Patrocinado por Australian Geographic, recreó la primera circunnavegación de Australia en 1925 en una motocicleta, un viaje de 16,000 km que tuvo lugar en un Douglas de 1924.
Kevin vivía con su esposa Helen en Wollongong, donde restauró motocicletas antiguas. Tuvo tres hijos y cuatro nietos. Murió a los 76 años el 12 de octubre de 2015.

## Resultados en el Campeonato del Mundo
Sistema de puntuación desde 1950 hasta 1968:
| Posición | 1.º | 2.º | 3.º | 4.º | 5.º | 6.º |
| Puntos   | 8   | 6   | 4   | 3   | 2   | 1   |

### Carreras por año
(Carreras en negrita indica pole position, carreras en cursiva indica vuelta rápida)
| Año  | Cat.  | Moto    | 1     | 2     | 3     | 4       | 5       | 6      | 7     | 8     | 9     | 10      | 11    | 12    | 13    | Pts. | Pos. |
| ---- | ----- | ------- | ----- | ----- | ----- | ------- | ------- | ------ | ----- | ----- | ----- | ------- | ----- | ----- | ----- | ---- | ---- |
| 1965 | 125cc | Bultaco | USA - | GER - | ESP - | FRA -   | IOM 9   | NED -  |       | RDA - | CZE - | ULS -   | FIN - | NAT - | JPN - | 0    | -    |
| 1965 | 250cc | Cotton  | USA - | GER - | ESP 5 | FRA -   | IOM Ret | NED 13 |       | RDA - | CZE - | ULS -   | FIN - | NAT - | JPN - | 2    | 25.º |
| 1966 | 125cc | Bultaco | ESP - | GER 7 |       | NED Ret | BEL -   | RDA -  | CZE - | FIN - | ULS 7 | IOM 10  | NAT - | JPN - |       | 0    | -    |
| 1966 | 250cc | Bultaco | ESP - | GER 8 | FRA - | NED 9   | BEL -   | RDA -  | CZE - | FIN - | ULS 3 | IOM Ret | NAT - | JPN - |       | 4    | 15.º |
| 1967 | 125cc | Bultaco | ESP - | GER - | FRA - | IOM Ret | NED -   |        | RDA - | CZE - | FIN - | ULS 5   | NAT - | CAN - | JAP - | 2    | 24.º |
| 1967 | 250cc | Suzuki  | ESP - | GER - | FRA - | IOM Ret | NED -   | BEL -  | RDA - | CZE - | FIN - | ULS -   | NAT - | CAN - | JAP - | 0    | -    |